# Muntele Hombori
Muntele Hombori este un munte din regiunea Mopti din Mali, lângă orașul Hombori. Este cel mai înalt punct din Mali, aflat la o altitudine de 1.153 de metri înălțime.

## Biodiversitate
Muntele Hombori este un loc important pentru biodiversitate în Sahel, cu 150 de specii diferite de plante, împreună cu diverse specii de mamifere, păsări, reptile și insecte dispuse pe suprafața de platou de doi kilometri pătrați.

### Flora
Spre deosebire de suprafața podișului, cei 10.000 de kilometri pătrați de terenuri înconjurătoare conțin doar aproximativ 200 de specii diferite de plante. Un factor important care contribuie la biodiversitatea de pe Hombori este lipsa vitelor care păstoresc în vârf, fiind protejată în toate părțile de stânci. Pentru multe specii de plante, inclusiv bombax costatum, Hombori este punctul cel mai nordic al dispunerii lor, demonstrând importanța sa ca refugiu pentru multe specii de sud.

### Fauna
Muntele Hombori găzduiește unele specii de animale, și anume reptile și păsări, dar și unele specii de mamifere, printre care damanul de stâncă și babuinul de măslin.